# CINQ-FM
CINQ-FM, aussi connu sous le nom de Radio Centre-Ville est une station de radio communautaire multilingue basée à Montréal, Québec. La station a vu le jour le 23 avril 1972 grâce à l’effort d’une dizaine de personnes issues de groupes communautaires et ethniques divers du quartier Saint-Louis.
CINQ-FM diffuse en huit langues : français, anglais, espagnol, grec, portugais, créole, mandarin et cantonais.

## Histoire

### Années1970
Occupant ses anciens locaux exigus de l’édifice Cooper en 1975, Radio Centre-Ville diffusait déjà, avec une puissance de 7,5 watts, sur la fréquence 99,3 MHz, en cinq langues : français, anglais, grec, portugais et espagnol. D’où l’acronyme « CINQ FM ».
Le 14 octobre 1976, CINQ-FM a changé de fréquence sur la bande FM afin de laisser la place à CIME-FM 99,5 MHz à Sainte-Adèle,. Le 102,3 MHz, qu'elle occupe encore aujourd'hui. Parallèlement, elle obtient l’accord d’augmenter sa puissance à 36 watts, ce qui lui permet d’élargir sensiblement son auditoire sur l’île de Montréal.
Malgré ses progrès et les défis relevés en peu de temps, la période 1976 à 1981 fut très critique pour les fondateurs de Radio Centre-Ville. Les ressources financières très limitées ne permettaient pas de déménager dans les locaux plus adaptés et plus spacieux. Pire encore, une tempête dans la région de Montréal en 1979 brisa l'antenne de diffusion, compliquant davantage la situation. En dépit de toutes ces contraintes, Radio Centre-Ville a survécu. La détermination et les efforts de ses responsables et bénévoles avaient pris le dessus sur les embûches.

### Années1980
En 1982, Radio Centre-Ville intègre ses locaux actuels, du 5212, boulevard Saint-Laurent.
1983, aux cinq langues de départ, se sont ajoutées les langues chinois mandarin, cantonais et créole.
Trois ans après son déménagement, Radio Centre-Ville obtient du Conseil de la radiodiffusion et des télécommunications canadiennes (CRTC), une nouvelle augmentation de sa puissance à 50 watts et une autorisation de diffuser en stéréophonie.

### Années1990
Cependant, compte tenu des besoins sans cesse croissants des communautés desservies par la station, cette augmentation s’est avérée nettement insuffisante. C’est ainsi que le CRTC accepte en 1991 de porter la puissance de diffusion de CINQ FM à 1300 watts. Cela permet à la station de toucher un public plus large au-delà des limites de l’île de Montréal. En 1992, la première émission multiculturelle voit le jour, Planète Montréal. En 1995, la station remporte le prix de la citoyenneté pour son travail d’intégration des communautés culturelles et pour avoir favorisé les échanges multiculturels.
En 1997 une explosion à l’antenne la prive de diffusion pendant une semaine. Grâce aux efforts des auditeurs, bénévoles et employés elle réussit à revenir en ondes et financer les réparations. L’année suivante la radio lance son premier site internet et c’est aussi l’année de la crise du verglas. La radio diffuse sans arrêt même sans électricité, les bénévoles se sont relayés pour informer les différentes communautés en période de crise.
En 1999 la radio remporte un prix attribué par le Gouvernement de la Grèce reconnaissant la qualité des émissions produites par la station. C’est cette année aussi que la station s’implique dans le projet Radio Enfant de Michel Delorme, en diffusant des émissions produites et présentées par des enfants.
La période de 1990 a aussi été marquée par une croissance constante autant financièrement, la participation des bénévoles et par le nombre d’auditeurs.

### Années2000
C’est en 2002 que la station s’appropria le projet Radio Enfant pour en faire une émission hebdomadaire. C’est la première fois au Québec que des enfants produisent des émissions de façon régulière dans une station FM. En 2004 la station finit le payement de son hypothèque devenant propriétaire à part entière. L’année suivante la station remporte pour la deuxième fois le prix de la citoyenneté confirmant ainsi son engagement social dans la défense de plus démunis, des exclus et dans l’interculturalisme. C’est aussi l’année du 30e anniversaire de la station, il y eut un colloque et un livre sur la diversité culturelle dans les médias.